# Podagrica
Podagrica là một chi bọ cánh cứng trong họ Chrysomelidae.
Chi này được miêu tả khoa học năm 1837 bởi Chevrolat.

## Các loài
Các loài trong chi này gồm:
- Podagrica aeneipennis Medvedev, 1990
- Podagrica audisioi Biondi, 1982
- Podagrica fuscicornis Linnaeus, 1766
- Podagrica fuscipes Fabricius, 1775
- Podagrica malvae Illiger, 1807
- Podagrica menetriesi Faldermann, 1837